# Comté de Morgan (Kentucky)
Pour les articles homonymes, voir Morgan et Comté de Morgan.
Le comté de Morgan est un comté de l'État du Kentucky, aux États-Unis.
Son siège est West Liberty. Lors du recensement test de 2019, la population du comté de Morgan était de 13 309 habitants.
Fondé le 7 décembre 1822 à partir de morceaux des comtés de Bath et de Floyd, il a été nommé d'après Daniel Morgan, général durant la guerre d'indépendance des États-Unis.